# Бристоль (міська агломерація)
Великий Брістоль є «забудована територія Брістоля» (раніше називалася «міська територія Брістоля») (англ. Bristol Built-up Area), як визначено Управлінням національної статистики Великобританії (ONS). Це охоплює суміжну забудовану територію навколо Брістоля, включаючи райони Кінгсвуд, Манготсфілд, Сток Гіффорд, Бредлі Сток, Печвей, Філтон, Алмондсбері, Фремптон Коттерел і  Вінтерборн у Південному Глостерширі, Пілл, Лі Вудс та Істон в Гордано у Північному Сомерсеті і частина Вітчерча, яка входить до адміністративного району Бат і Північно-Східний Сомерсет. Однак це визначення ONS не включає місто Бат або міста Йейт, Кейншем, Портисхед, Клівдон або Вестон-сьюпер-Мер.
Згідно з даними ONS, міська зона Брістоля становить 617 280 населення, що робить її десятою за величиною агломерацією в Англії та Уельсі. За переписом 2001 року було 551 006 осіб, за переписом 1991 року – 522 784 особи. Міська територія поділяється на:
| Міський підрозділ               | Перепис населення 2011 |
| ------------------------------- | ---------------------- |
| Брістоль                        | 535,907                |
| Філтон                          | 59,495                 |
| Фремптон Коттерелл & Вінтерборн | 14,694                 |
| Пілл                            | 4,828                  |
| Алмондсбері                     | 855                    |
| Лі Вудс                         | 553                    |
| Уайтсхілл                       | 403                    |
| Хембрук                         | 349                    |
| Колпіт Хіт                      | 196                    |
| Total                           | 617,280                |